# ZABADAK
ZABADAK（ザバダック）は、日本のロックユニット。
1985年、吉良知彦・上野洋子・松田克志の3人で結成し、翌1986年に東芝EMIよりLPレコード『ZABADAK-I』でデビューした。1993年の上野の脱退後は、吉良によるソロユニットとして活動し、2011年3月、小峰公子が正式メンバーとして加入して2人組ユニットとなった。2016年7月に吉良が死去してからは、小峰とサポートメンバーにより活動を続けている。

## メンバー
小峰公子（こみね こうこ）
作詞、ボーカル、アコーディオン、他。
音楽ユニットKARAK（活動休止中）のメンバー。1987年よりZABADAKに多数の歌詞を提供し、ライブサポートも務めた。2011年3月、アルバム『ひと』発表と共に、ZABADAKに正式加入した。
私生活では吉良の妻である。

### 旧メンバー
上野洋子（うえの ようこ、1963年10月11日 - ）
プロデュース（ZABADAKとして）、作曲・編曲・作詞、ボーカル、ピアノ、アコーディオン、キーボード、プログラミング、他。
1993年まで在籍。
松田克志（まつだ かつし、1963年 - ）
作詞、ドラムス、パーカッション、他。
1987年まで在籍。ZABADAK在籍時は作詞も担当し、2009年の『平行世界』以降ふたたび歌詞提供をしている。
北海道帯広市出身。現在は岩手県を拠点にプログレッシブ・ロック・バンド「Otaria's Bloc(k)（オタリアズ・ブロック）」などで活動。
吉良知彦（きら ともひこ、1959年12月6日 - 2016年7月3日）
バンドリーダー。プロデュース（zabadakとして）、作曲・編曲・作詞、ボーカル、ギター、ベース、キーボード、他。
2016年7月3日死去。56歳没。

## 名称の由来
1986年の東芝EMIからのデビュー時に、仮の名前として「プロジェクトK」と呼ばれていたグループ名を正式に「ZABADAK」と命名した。名称の由来は、吉良がデビュー直前になってもバンド名が決められず、レコード会社のスタッフに早く決めるよう催促され、目に留まったレコードから名を採ったことによる。スタジオ内で数十枚のレコードを適当に探していたところ、"Zabadak" という曲名のレコードが見つかり「なんとなく字面が面白いな」という理由で決まった。"ZABADAK" は、デイヴ・ディー・グループによる1967年のヒット曲で、このタイトルは "just a meaningless word"（意味を持たない単語）である。

## 略歴

### デビューから「のれん分け」まで
いわゆる「ハコバン」（ライブハウス付きのバンド）で活動していた吉良知彦が、ケイト・ブッシュの『DREAMING』にインスピレーションを受け、1984年に自主製作盤『AFTER THE MATTER』を制作した。この時に、音楽学校での仲間で後のメンバーとなる上野洋子、松田克志が参加。翌1985年、吉良名義で「第3回PARCOオルガン坂大賞」に応募して入賞。グランプリは逃したが、審査員の一人であった立川直樹の推薦もあり、上野・松田とのバンドとして東芝EMIからのデビューが決まる。初期は株式会社トランスフォーマーに所属した。
1986年、東芝EMIの新設レーベル「POPSIZE（ポップサイズ）」設立第1弾のひとつとして発売されたミニアルバム『ZABADAK-I』でデビュー。同年はアイシクル・ワークスの来日ツアーでオープニングアクトも務めた。
バンドとしての活動のかたわら、デビュー当初よりCM音楽制作者として注目されるようになり、多数のCM曲や映画音楽などを手掛け、一部はオリジナル作品としてアルバムに収録された。
1987年に松田克志が脱退。松田在籍時のアルバムは『ZABADAK-I』『銀の三角』および、この2枚を後に再編集した『WATER GARDEN』のみである。
1989年に事務所をレコーディングスタジオ経営会社マグネット内のZABADAK OFFICEに、レコード会社をMOON RECORDSレーベル（アルファ・ムーン）に移籍した。この時期は、上野洋子の透明感ある歌声と吉良知彦の美しいメロディ、および緻密なサウンドで人気を博した。
1993年9月25日の日比谷野外音楽堂でのコンサートをもって上野洋子が脱退し、これを「のれん分け」と称した。同日にはベスト・アルバム『decade』も発売された。
以降、吉良知彦は「自分だけのために」作る音楽をZABADAK名義とし、商業音楽家としての活動を吉良名義として使い分けながら、2011年までZABADAKを吉良知彦のソロユニット（ワンマンバンド）として継続した。

### ソロユニットから第2次デュオ期へ
その後、マグネット運営のインディーズ・レーベル・BIOSPHERE RECORDSと、メジャーレーベルのポリスターから作品を発表する傍ら、演劇集団キャラメルボックスの音楽も担当した。
2001年、所属事務所のZABADAK OFFICEとBIOSPHERE RECORDSから独立、新事務所Penelope、新レーベルGargoyleを設立した。
2009年に発表したアルバム『平行世界』には、元メンバーの松田克志が作詞した楽曲「樹海 -umi-」が収録された。
2011年3月、アルバム『ひと』の発表と共に、吉良の妻であり長年にわたりZABADAKに作詞、ボーカルなどで参加してきた小峰公子が正式加入した。
その他、吉良はプレイステーション用RPG『クロノ・クロス』（1999年）でギター、ブズーキの演奏を担当したり、NHK『おかあさんといっしょ』への楽曲提供などを行った。

### 吉良知彦の死去とその後
2016年7月3日、吉良知彦が死去し、同年7月6日にオフィシャルサイトで発表された。同年3月のステージの際に体調を崩したが、療養後に活動を再開し、企画ライブやツアーの予定を立てていた矢先だった。吉良の訃報は音楽ニュースサイトナタリーなどでも報じられ、同サイトでは報道直後の週（7月7日 - 7月13日）の1週間における記事のうち、このニュースがアクセスランキング1位となった。
同年8月7日、ファンのための「お別れの会」が「〜katami wake〜かたみわけ」と題し、演劇集団キャラメルボックスの協力によりサンシャイン劇場で行なわれた。
ZABADAKのその後の活動は、小峰公子とサポートメンバーによって継続されると発表された。
2017年には小峰が作詞、上野洋子が編曲を担当して完成させた吉良の未発表曲が、糸奇はなのデビュー曲「環-cycle-」（アニメ『魔法使いの嫁』エンディングテーマ）として発表された。

## サポートメンバー
ZABADAKは吉良を中心とするユニットとして活動するが、特にライブ演奏ではサポートメンバーが多く参加し、彼らに支えられた不定形な形態となっている。
主要パートは以下のとおり。
- ギター
  - 吉良知彦のパートである。アコースティック・ギターと、サンバーストのストラトキャスターを使い分ける。
  - ゲストとして、鬼怒無月ほかが担当。
- ボーカル
  - 男性・女性両方のヴォーカル曲が存在する。初期から「のれん分け」までは吉良と上野が担当。
  - 吉良のソロユニット時代は、女性ボーカリストとして小峰公子、高井萌、新居昭乃、柚楽弥衣、みとせのりこほかをゲストに迎えた。
- リコーダー、アンデス25、アコーディオン
  - リコーダー、アンデス25、が多用され、ZABADAK側からの求めにより、観客がこれらで演奏に参加する場合もあり、この形態が風部と呼ばれている[15]。
- ヴァイオリン
  - 太田恵資、斎藤ネコ、壷井彰久、向島ゆり子らが参加。
- マリンバ
  - 藤井珠緒などが参加。
- ベース
  - 渡辺等、吉田誠など。
- ドラムス、パーカッション
  - 松田克志の脱退後は、仙波清彦、楠均、佐藤正治、宮田繁男などが参加。
- キーボード
  - 難波弘之、丸尾めぐみなどがゲストとして参加。

## ディスコグラフィー

### アルバム
複数のレーベルからアルバムがリリースされており、再発盤、サウンドトラック、ソロアルバム、ミニアルバム、カバーアルバムなどの諸形態があるため、アルバムの枚数の数え方には諸説あり、下記の数え方は便宜上のものである。
iTunes StoreやAmazon.co.jp、着うたフルなどでの音楽配信については省略する。

#### トリオ期
|         | 発売日                      | タイトル         | 規格品番  | レーベル | 備考 |
| ------- | --------------------------- | ---------------- | --------- | -------- | --- |
| 1st     | 1986年3月20日               | ZABADAK-I        |           | 東芝EMI  | ミニ・アナログ・アルバム |
| 2nd     | 1987年2月4日                | 銀の三角         |           | 東芝EMI  | ミニ・アナログ・アルバム |
| 1st+2nd | 1987年8月26日               | WATER GARDEN     | CA32-1539 | 東芝EMI  | 『ZABADAK-I』と『銀の三角』の編集盤。 CD化にあたりメンバーによって曲順が再構成されている。                                                                           |
| 1st+2nd | 1991年2月14日               | ZABADAK          | TOCT-6003 | 東芝EMI  | 『ZABADAK-I』と『銀の三角』の編集盤。 『WATER GARDEN』と違いアナログ盤発売時の曲順そのままとなっている。                                                             |
|         | 1984年 2001年3月29日 (再発) | AFTER THE MATTER | HARV-0002 | penelope | ZABADAKデビュー前に自主制作された1984年の吉良ソロアルバムだが、上野・松田も参加している。 「ポーランド」「オハイオ殺人事件」のオリジナルバージョンが収録されている。 |

#### デュオ期
|                | 発売日                              | タイトル                                                 | 規格品番                       | レーベル          | 備考 |
| -------------- | ----------------------------------- | -------------------------------------------------------- | ------------------------------ | ----------------- | --- |
| 3rd            | 1987年11月5日                       | ウェルカム・トゥ・ザバダック                             | CT32-5024                      | 東芝EMI           | CMタイアップ曲が多数含まれる。詳細は個別記事を参照 |
| 4th            | 1989年11月1日                       | 飛行夢                                                   | 32XM-97                        | MMG               | |
| 5th            | 1990年10月25日                      | 遠い音楽                                                 | AMCM-4084                      | MMG               | |
| 1st live       | 1991年4月25日 2013年10月1日 (再発)  | Live live -1991/1/11渋谷シアターコクーン- (再発)         | AMCM-4098 BRIDGE217/218 (再発) | MMG               | 2013年にDVD付きでリマスター再発 |
| 6th            | 1991年10月25日                      | 私は羊                                                   | AMCM-4115                      | MMG               | |
| best           | 1992年6月24日 1996年12月11日 (再発) | 創世紀 〜ザ・ベスト・オブ・ザバダック〜 創世紀 +2 (再発) | TOCT-6507 TOCT-9737 (再発)     | 東芝EMI           | 東芝EMI時代の3枚からのベスト。1996年に2曲を加え再発売。 |
| 7th            | 1992年7月13日                       | 十二月の午後、河原で僕は夏の風景を思い出していた。       | BICL-2002                      | BIOSPHERE RECORDS | ミニインストゥルメンタルアルバム |
| 8th            | 1993年1月25日                       | 桜                                                       | AMCM-4156                      | MMG               | |
| best           | 1993年9月25日                       | decade                                                   | AMCM-4175                      | MMG               | デュオ期集大成ベストの第1弾 |
| 2nd live       | 1994年8月20日                       | prunus zabadak in concert                                | ZA-0004                        | BIOSPHERE RECORDS | 1993年3月1日に行われた中野サンプラザでのコンサートを収録したライブアルバム                                                                                   |
| best           | 1996年8月25日                       | Remains                                                  | ZA-0013                        | BIOSPHERE RECORDS | MMG時代に発売した5枚のシングルをまとめたもの |
| best           | 1996年10月25日                      | Pieces of The Moon                                       | AMCM-4273                      | MMG               | デュオ期集大成ベストの第2弾 |
| ボックスセット | 2012年12月12日                      | MOON YEARS                                               | BRIDGE-208〜212                | ブリッジ          | アルファムーン時代のアルバム『飛行夢』『遠い音楽』『私は羊』『桜』とボーナスディスクのリマスタリングSHMCD計5枚組ボックスセット。限定1000セットで発売された。 |

#### ソロ期
|                 | 発売日                             | タイトル                                                                           | 規格品番                       | レーベル                       | 備考 |
| --------------- | ---------------------------------- | ---------------------------------------------------------------------------------- | ------------------------------ | ------------------------------ | --- |
| 9th             | 1994年10月25日                     | 音                                                                                 | BICL-5009                      | BIOSPHERE RECORDS              | |
|                 | 1995年9月21日                      | 賢治の幻燈                                                                         | PSCN-5032                      | NTT出版/POLYSTAR               | 宮沢賢治の童話を題材としたコンセプチュアル･アルバム。吉良知彦[ZABADAK] Music: ZABADAK名義                       |
| 10th            | 1996年9月11日                      | SOMETHING IN THE AIR                                                               | PSCR-5527                      | POLYSTAR                       | |
| 11th            | 1996年10月14日                     | 光降る朝                                                                           | PSCR-5536                      | POLYSTAR                       | |
| 12th            | 1997年8月25日                      | TRiO                                                                               | PSCR-5636                      | POLYSTAR                       | アコースティックアルバム                                                                                        |
| 13th            | 1997年9月18日                      | LiFE                                                                               | PSCR-5637                      | POLYSTAR                       | |
| 14th            | 1998年9月2日                       | はちみつ白書                                                                       | PSCR-5709                      | POLYSTAR                       | 『クマのプーさん』をモチーフとしている。12曲のうち女性ボーカル曲が6曲ありMOE（高井萌）が歌を担当。              |
| best            | 1999年9月15日                      | STORIES                                                                            | PSCR-5796                      | POLYSTAR                       | 1994年から1999年の曲を中心にまとめたベスト。                                                                    |
| 15th            | 2000年1月20日                      | IKON〜遠い旅の記憶〜                                                               | ZA-0019                        | BIOSPHERE RECORDS              | 鈴木光司の小説『楽園』に影響を受けて制作されたアルバム。                                                        |
|                 | 2000年10月1日                      | Saito NEKO quartet plays ZABADAK with KIRA tomohiko／斎藤ネコカルテット            | ZA-0021                        | BIOSPHERE RECORDS              | 斎藤ネコカルテットとのコラボレーションによるZABADAKのカバーアルバム                                             |
| Soundtrack      | 2001年4月8日 2009年8月4日 (再発)   | 風を継ぐ者 駆け抜ける風のように -Original Soundtrack for『風を継ぐ者』2009- (再発) | CBST-00011 CBST-00063 (再発)   | ネビュラプロジェクト           | 演劇集団キャラメルボックスの演劇『風を継ぐ者』のサウンドトラック 2009年盤はオリジナルと若干だが収録曲が異なる。 |
| 16th            | 2001年11月1日                      | COLORS                                                                             | HARV-0003                      | GARGOYLE                       | |
| Soundtrack      | 2001年11月24日                     | ブリザード・ミュージック                                                           |                                | ネビュラプロジェクト           | 演劇集団キャラメルボックスの同名劇のサウンドトラック                                                            |
| 17th            | 2002年11月7日                      | SIGNAL                                                                             | HARV-0005                      | GARGOYLE                       | |
| Soundtrack      | 2003年11月26日                     | 彗星はいつも一人                                                                   | CBST00026                      | ネビュラプロジェクト           | ミニアルバム 演劇集団キャラメルボックスの同名劇のサウンドトラック                                               |
| 18th            | 2004年1月21日                      | Wonderful Life                                                                     | HARV-0006                      | GARGOYLE                       | |
| 3rd live        | 2004年8月                          | wonderful live 2004.3.5 @ club citta'& signal live 2003.1.11 @ nakano zero         |                                | GARGOYLE                       | ライブCDとDVDのセット                                                                                           |
| 19th            | 2004年11月11日                     | 空ノ色                                                                             | HARV-0008                      | GARGOYLE                       | 劇団ひまわりミュージカル『空色勾玉』のサウンドトラック                                                          |
|                 | 2004年12月08日                     | クリスマスソングス                                                                 | HARV-0009                      | GARGOYLE                       | 新曲2曲&Remixのクリスマスミニアルバム                                                                           |
| best            | 2006年7月19日 2010年1月20日 (再発) | 20th                                                                               | PSCR-6175/6 ZQCS-1003/4 (再発) | POLYSTAR ユニバーサル (再発)   | レコード会社の枠を超えた、デビューからの集大成                                                                  |
| 20th            | 2007年3月14日                      | 回転劇場                                                                           | HARV-0010                      | GARGOYLE                       | |
|                 | 2007年9月19日                      | 宇宙のラジヲ                                                                       | HARV-0012                      | GARGOYLE                       | アコースティックセルフカバーアルバム                                                                            |
| 21st            | 2009年2月15日                      | 平行世界                                                                           | HARV-0013                      | GARGOYLE                       | |
| best Soundtrack | 2009年7月11日                      | CARAMELBOX SOUNDBOOK【GREEN】                                                      | CBST-00062                     | ネビュラプロジェクト           | |
| best            | 2011年9月7日                       | GOLDEN BEST                                                                        | WPCL-10986                     | ワーナーミュージック・ジャパン | |
| best            | 2011年9月7日                       | Platinum                                                                           | HARV-0015                      | GARGOYLE                       | |

#### 第2次デュオ期
|            | 発売日         | タイトル                                | 規格品番                                  | レーベル             | 備考                                                    |
| ---------- | -------------- | --------------------------------------- | ----------------------------------------- | -------------------- | ------------------------------------------------------- |
| 22nd       | 2011年3月14日  | ひと                                    | HARV-0014                                 | GARGOYLE             |                                                         |
| Soundtrack | 2011年8月20日  | 降りそそぐ百万粒の雨さえも              | CBST-00078                                | ネビュラプロジェクト | 演劇集団キャラメルボックスの同名劇のサウンドトラック    |
| 23rd       | 2013年4月8日   | いのちの記憶                            | HARV-0016A(初回限定盤) HARV-0016B(通常盤) | GARGOYLE             | ミニアルバム。NHK『みんなのうた』2013年4月・5月放送曲。 |
| 24th       | 2013年6月15日  | Лето јесен зима пролеће - 夏 秋 冬 春 - | HARV-0017                                 | GARGOYLE             |                                                         |
| 4th live   | 2014年10月20日 | プログレナイト 2014                     | HARV0018                                  | GARGOYLE             | 500枚限定/通販、ライヴ会場のみ取扱いのDVD付き限定盤あり |
| 25th       | 2015年7月24日  | ここが奈落なら、きみは天使              | HARV0019                                  | GARGOYLE             |                                                         |

### シングル
|     | 発売日         | タイトル                   | カップリング                                  | 収録アルバム                 | 規格品番  | レーベル   | 備考             |
| --- | -------------- | -------------------------- | --------------------------------------------- | ---------------------------- | --------- | ---------- | ---------------- |
| 1st | 1987年9月25日  | 美チャンス-妖しい輪舞-     | 明日からの風                                  | ウェルカム・トゥ・ザバダック | RT07-2016 | 東芝EMI    | シングルレコード |
| 2nd | 1987年10月5日  | 水のルネス／シェラフィータ |                                               | ウェルカム・トゥ・ザバダック | RT07-2011 | 東芝EMI    | シングルレコード |
| 3rd | 1989年3月10日  | FOLLOW YOUR DREAMS         | 水の踊り                                      | 飛行夢                       |           | MMG        | 8センチCD        |
| 4th | 1989年6月25日  | LET THERE BE LIGHT         | 砂煙の街                                      | 飛行夢                       |           | MMG        | 8センチCD        |
| 5th | 1990年6月25日  | harvest rain (豊穣の雨)    | 夜毎、神話がたどりつくところ シリアス・ムーン | 遠い音楽                     | AMDM-6013 | MMG        | 8センチCD        |
| 6th | 1990年9月25日  | 遠い音楽                   | 鞦韆(ぶらんこ)                                | 遠い音楽                     | AMDM-6021 | MMG        | 8センチCD        |
| 7th | 1993年1月25日  | 椎葉の春節                 | 星狩り 光の人                                 | 桜                           | AMDM-6069 | MMG        | 8センチCD        |
| 8th | 1998年9月2日   | MERRY GO ROUNDみたいな君   | 12月の恋人                                    | はちみつ白書                 | PSDR-5312 | ポリスター | 8センチCD        |
| 9th | 2000年10月28日 | 夏至南風（カーチバイ）     | 天使の匂い 星ぬ浜                             | COLORS                       | HARV-0001 | penelope   | 8センチCD        |

### 映像作品
- live（1991年4月25日 MMG/VHS・LD）
- noren wake(のれん分け)（1993年12月5日/VHS、2005年2月14日 BIOSPHERE RECORDS/DVD）
- noren wake ...plus（1994年5月5日 BIOSPHERE RECORDS /LD）
  - 『noren wake』にボーナストラックを加えたレーザーディスク。
- “OTO” LIVE 12.28,1994 at ON AIR WEST TOKYO（1995年12月25日 ZABADAK OFFICE/VHS、2005年2月14日/DVD）
- zabadak 10566（2000年11月12日 BIOSPHERE RECORDS /VHS、2005年2月14日/DVD）
- ZABADAK ACOUSTIC LIVE（2002年7月14日 GARGOYLE/VHS）
- still I'm fine（2003年1月11日 GARGOYLE/VHS）
- biosphere years 1988-2000 zabadak special DVD box（2003年6月30日 BIOSPHERE RECORDS/DVD）
  - 通販のみ、500セット限定で発売されたDVD BOX。『noren wake』『“OTO”LIVE』『zabadak 10566』と下記2作品を収録。
- 1986-1993 SPECIAL EDITION（2005年2月14日 BIOSPHERE RECORDS/DVD）
  - プロモーション・クリップとLDに収録されていた『noren wake』のボーナストラック。
- “trio”at ON AIR EAST 1997.6.1（2005年2月14日 BIOSPHERE RECORDS/DVD）
- ZABADAK 2006〜2007@CLUB CITTA’（2007年12月20日 GARGOYLE/DVD）
- ZABADAK a Paris（2008年7月19日 GARGOYLE/DVD）
- ZABADAK 新春月光夜會（2010年6月24日 GARGOYLE/DVD）

### CM曲
- 蝶（タケダ漢方便秘薬）
- A DAY（JR東日本）
- Videokid（キヤノン）
- RECIENTE（資生堂 91'春のキャンペーン）
- 水のルネス（アクアリゾート ルネスかなざわ）
- POLAND（セゾンカード）『ZABADAK-I』収録
- ブランシェ（大塚家具）
- 街角（大塚家具）
- 美・チャンス -妖しい輪舞-（メナード化粧品）
- 明日からの風（メナード化粧品）
- 朝（カルビー ポテトスープ）
- FOLLOW YOUR DREAMS（ミズノ エスポート）
- 砂煙りのまち（大丸）
- I AM…（エスビー食品 ねりわさび・ねりからし）
- THERE’S A VISION（三菱電機）
- GOOD BYE EARTH（ビクター GIGA）
- 人形たちの永い午睡（山本海苔店）
- LET THERE BE LIGHT（アイワ シュトラッサー CSD-XR90）
- 遠い国の友達（小岩井乳業 カマンベールチーズ）
- Dreamer（公文教育研究会）

### 楽曲提供
- サウンドトラック
  - 白虎社ビデオ作品『光の王国』『KIMELLA』ほか（1986年 - 1987年）[19]
- 作曲
  - 有坂美香 「月迷風影」（テレビアニメ『十二国記』エンディングテーマ）
  - 大塚明夫 「おやすみ天使達」（イメージアルバム『BE HAPPY!』（原案：橘皆無）より）
  - 「にじ・そら・ほし・せかい」（『おかあさんといっしょ』より）： アルバム『SIGNAL』にてセルフカバーされた。
  - 川村万梨阿 「Lavender Boat」
  - 岸祐二 「コンパスと地図ととなりに君」「Roll up Roll up」
  - 清浦夏実 「旅の途中」（テレビアニメ『狼と香辛料』オープニングテーマ）、「約束のうた」
  - 桑島法子 「cocoon」（作詞：工藤順子）（ラジオ『CLUB db』オープニングテーマ）
  - 子安武人 「透明な窓」「天空の底」「風の図鑑」
  - 桜井智 「2ミリ先は永遠」
  - 鈴木真仁 「蒼の部屋」： アルバム『IKON』にてセルフカバーされた。
  - 千葉進歩 「終わりのない旅」（テレビアニメ『仙界伝 封神演義』より）
  - 保志総一朗 「Sacred Sacrifice」（テレビアニメ『無限のリヴァイアス』より）
  - みとせのりこ 「Nacht」「小さな光」
  - 皆口裕子 「何故…」（イメージアルバム『BE HAPPY!』（原案：橘皆無）より）
  - 吉岡忍 「春の風」（作詞：及川眠子・吉岡忍）
  - NHK教育『おこめ』（総合学習の番組）テーマソング(2001年 – 2009年)

### 参加作品
- トッド・ラングレントリビュート・アルバム『トッドは真実のスーパースター』「Bleeding」（1997年、ポニーキャニオン）

## 出演
- POP SALAD Part.2 BO-GA (FM愛知)  1992年4月 – 9月 - レギュラー番組

## 影響

### 音楽家への影響
- 霜月はるかは、影響を受けたアーティストとしてZABADAKの名前を挙げている[20][21]。

### カバーしたアーティスト
- 如月千早（声：今井麻美）「遠い音楽」

### その他の影響
- アニメ『灰羽連盟』の第一話タイトル「繭・空を落ちる夢・オールドホーム」は、ZABADAKの「飛行夢（そら・とぶ・ゆめ）」を原作者の安倍吉俊が高校時代に聴いていたことからアイデアを得ている[22]。
- 西川秀明の漫画『Z MAN』の最終巻（第11巻）で「休まない翼」が引用されている。